# Breitenbach (Wiesent)
Der Breitenbach, am Oberlauf auch Talbach genannt, ist ein knapp 6 Kilometer langer Bach im bayerischen Oberfranken und ein nördlicher und orographisch rechter Zufluss der Wiesent, der im Gebiet der zum Landkreis Forchheim gehörenden Kleinstadt Ebermannstadt verläuft.

## Geographie

### Verlauf

#### Talbach
Der Breitenbach entspringt als Talbach in der Gemarkung des Ebermannstadter Gemeindeteils Eschlipp im Naturpark Fränkische Schweiz – Frankenjura auf einer Höhe von etwa 459 m ü. NHN in einem Nadelwald. In der Waldflur Deichle stößt die nur intermittierend wasserführende Quelle am Nordwestfuße des Borschls auf, etwa 200 Meter nordöstlich der St 2260. Dieser Berg besteht aus fossilführenden Kalkgesteinen der Frankenalb-Formation der Weißjura-Gruppe des Oberjuras, über denen sich Rendzinaböden abgelagert haben. Er ist zum größten Teil bewaldet, aber auch stellenweise mit Halbtrockenrasen und Extensivwiesen bedeckt. Auf seinem Gipfel liegen die Reste von Befestigungsanlagen aus frühgeschichtlicher Zeit.

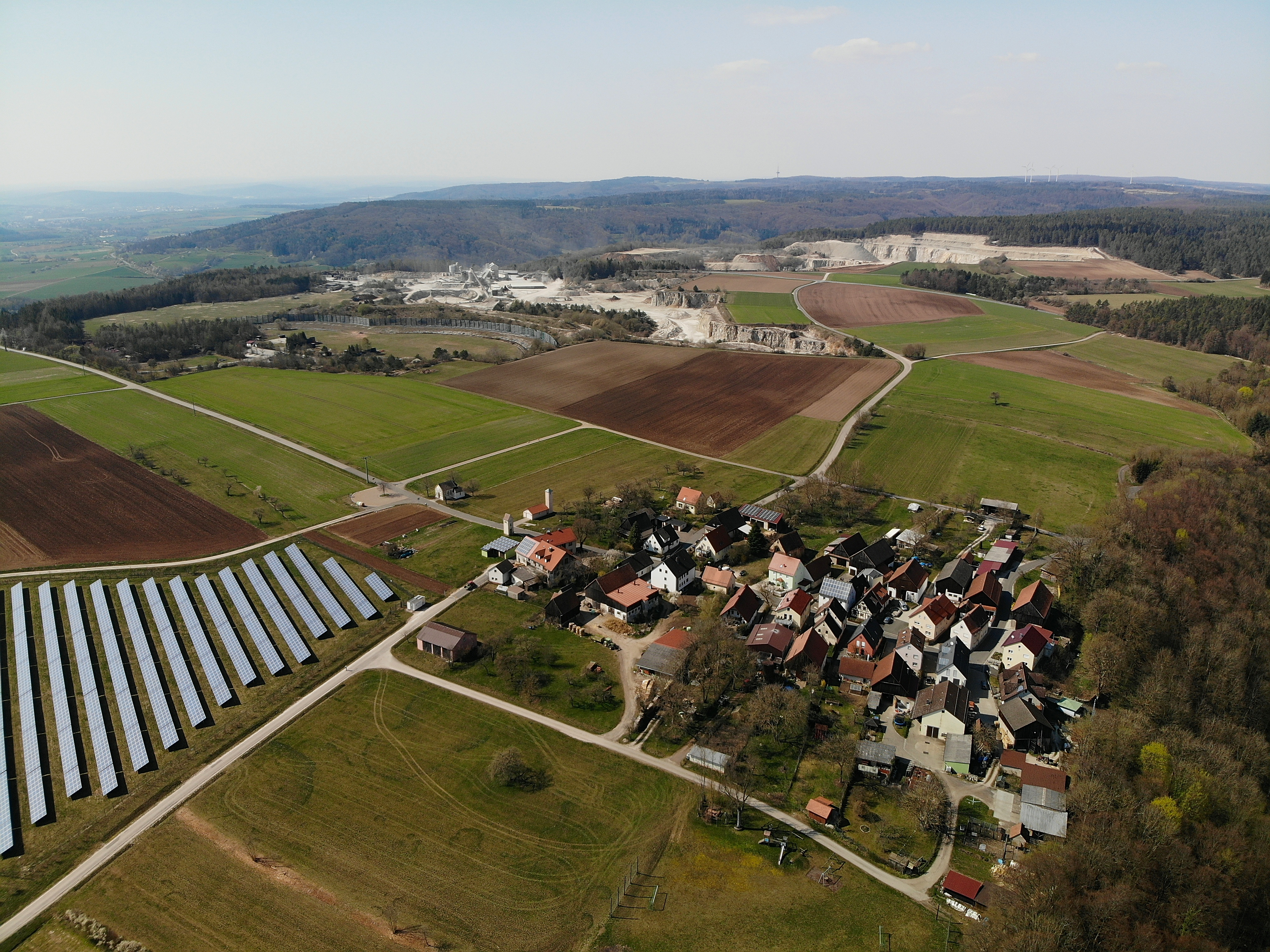
Eschlipp und im Hintergrund der Steinbruch Drügendorfer Schotterwerke

Gut einen halben Kilometer südsüdwestlich der Quelle liegt das Dorf Eschlipp und etwa einen Kilometer westlich der fast 60 Hektar große Steinbruch Drügendorfer Schotterwerke. Westlich des Steinbruchs gibt es Überreste einer Siedlung aus dem Neolithikum und südlich einer sich dem Steinbruch anschließenden Schießanlage liegen eine Freilandstation des Mesolithikums und die Überbleibsel einer Siedlung der Linearbandkeramiker.
Der Talbach fließt zunächst in westsüdwestlicher Richtung durch sein bewaldetes Tal und unterquert dann die oben genannte Staatsstraße, die ihn danach auf seinem Weg bis Ebermannstadt eng begleitet. Er wendet sich sodann nach Süden und betritt das Vogelschutzgebiet Felsen- und Hangwaelder in der Fraenkischen Schweiz und gleichzeitig das Fauna-Flora-Habitat Wiesent-Tal mit Seitentälern, die in diesem Bereich deckungsgleich sind.
Kurz danach, ab der Flur Neuwegholsen, führt der Bach beständig Wasser. Der Talgrund besteht dort aus abwechselnd steinigem, sandigem bis schluffigem Kiesgestein aus dem Holozän, dem Pararendzina aufliegt, während an den angrenzenden Hängen Mergelgestein mit Kalksteinlagen aus der Feuerstein-Formation der Weißjura-Gruppe ausstreicht. Der Bach fließt durch sein enges und bewaldetes Tal am Westhang des Borschl entlang und läuft dabei an dem auf seiner rechten Seite liegenden Ort Eschlipp vorbei. Er schwenkt auf Ostkurs, zieht dann zwischen dem Borschl im Norden und dem 506 m ü. NHN hohen Lindersberg im Süden durch ein bewaldetes Kerbtal. Dabei nimmt er auf seiner linken Seite die Abflüsse mehrerer Kalktuffquellen auf, insbesondere die des Bernbrunnens, einer Kalktuffquelle mit Tuffbecken und umgebenden Steinschutthangwald, um den herum ein Schutzgebiet eingerichtet wurde. Etwas über 400 Meter östlich des Bernbrunnens steht am Südwestfuße des 502 m ü. NHN hohen Müllersbergs die Rote Marter, ein aus Eichenholz gefertigtes Denkmal für eine Bluttat, das zur Mahnung früher mit Ochsenblut bestrichen wurde.
Der Bach wechselt nun von der Gemarkung Eschlipp in die von Breitenbach und fließt über Sinterterrassen südostwärts durch das zwischen dem Lindersberg im Westen und dem Langen Berg im Osten verlaufende, enge und bewaldete Eschlipper Tal. Er wird dabei, nunmehr auf der rechten Seite, von einigen Quellabflüssen verstärkt. Die Hänge dort bestehen beiderseits aus fein- bis mittelkörnigen Sandgestein der Eisensandstein-Formation der Braunjura-Gruppe des Mitteljuras, in das teilweise Eisenerzflöze sowie vereinzelte Kalksteinbänke und Tonsteinschichten eingelagert sind. Im südlichen Teil des Tales, etwa ab der Flur Thalwiesen begleiten Auenwälder und feuchte Hochstaudenfluren den Bach, die bei der Flur Beelerwiesen von Nasswiesen und Feuchtflächen mit Großseggenriede abgelöst werden. Ungefähr 700 Meter im Osten liegt dort am Südostfuße des 503 m ü. NHN hohen Oberen Bergs ein vorgeschichtlicher Bestattungsplatz mit teilweise obertägig erhaltenen Grabhügeln.
In diesem Bereich wird er nach der Parzellarkarte noch immer als „Talbach“ bezeichnet, während die Webkarte, EuroRegionalMap ihn dort erstmalig „Breitenbach“ nennt. Nach der Uraufnahme (1808–1864) wird der Bach auch noch südlich der Unterquerung eines Feldwegs „Thalbach“ genannt. Spätestens ab der Flur Kleine Thal trägt er jedenfalls auf der aktuellen Topographischen Karte 1:10.000 (DTK10) den Namen „Breitenbach“.

#### Breitenbach

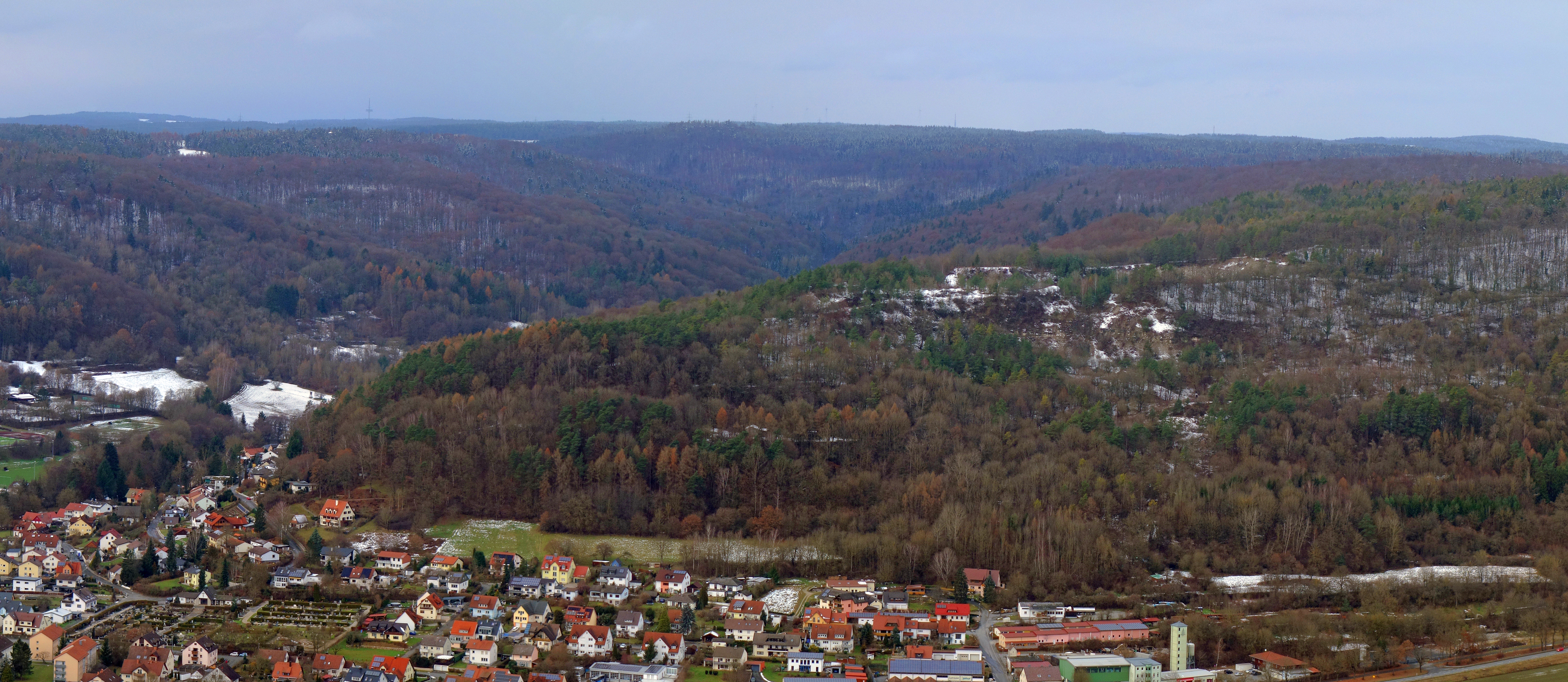
Der Landschaftsbestandteil Einbühl mit dem Knörleinsteinbruch (halbrechts im Mittelgrund)

Der Breitenbach fließt nun in fast südlicher Richtung durch teilweise versumpftes Gelände mit seggen-  und binsenreichen Nasswiesen. Der Bach erreicht dann den jenseits der St 2260, die dort auch Eschlipper Talstraße genannt wird, beginnenden Nordzipfel des Dorfes Breitenbach.
Östlich davon liegt der ehemalige Knörleinsteinbruch, ein Steinbruch mit seltener Schichtung aus Mergelgestein mit Kalksteinlagen aus der Feuerstein-Formation. Der Steinbruch wurde stillgelegt und am 30. Juni 1997 zum geschützten Landschaftsbestandteil Einbühl erklärt. In den im Bereich des Steinbruchs entstandenen Kleinstgewässern kommt die auf der Roten Liste der gefährdeten Arten stehende Gelbbauchunke vor und in den dortigen Wäldern liegen Brutgebiete des Uhus.
Auf den Rendzina- und Braunerde-Rendzinaböden kommen neben Gebüschen, Gehölzen sowie mageren Altgrasbeständen auch Orchideenwiesen vor. Im Jahre 2013 kam es wegen widerrechtlicher Eingriffe im Schutzgebiet zu einem öffentlichen Streit. Knapp 400 Meter nordöstlich des Steinbruchs steht die Felsnadel Druidenstein, an der ein Naturlehrpfad vorbeiführt.

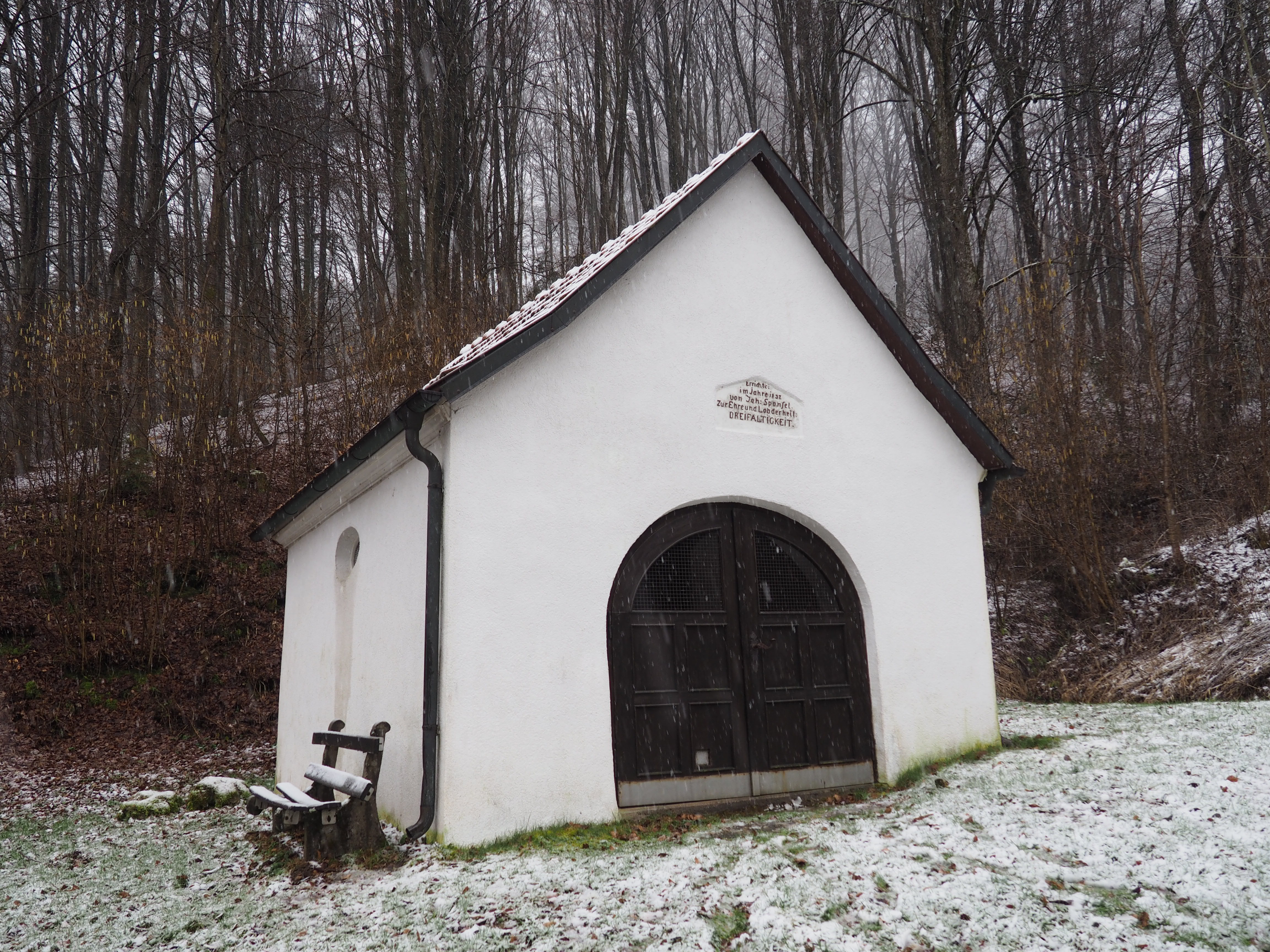
Die Kapelle Hl. Dreifaltigkeit

Auf der linken Seite des Bachs spaltet sich nun ein Mühlkanal ab, der heute Mühlbach genannt wird und früher am Dorfeingang die Gökermühle antrieb. Auf den dortigen Gleyeböden im Talgrund haben sich Auenwälder ausgebildet. Etwas bachabwärts wird der Breitenbach auf der rechten Seite von einem aus dem Nordwesten kommenden Wald- und Wiesenbächlein gespeist, das an der Kapelle Hl. Dreifaltigkeit, einem massiven Satteldachbau aus Sandstein, vorbei und danach durch die Relikte einer Siedlung aus der späten Latènezeit fließt.
Der Breitenbach verlässt die Schutzgebiete und läuft südsüdostwärts an den auf seiner rechten Seite liegenden Sportanlagen des TSV Ebermannstadt 1910 e. V. vorbei. Auf der anderen Seite befinden sich die Reste einer Siedlung aus der Urnenfelderzeit. Bei der ehemaligen Gökermühle fließt der Mühlkanal wieder in den Breitenbach zurück.

Baudenkmäler entlang des Breitenbachs im Bereich der Breitenbacher Straße (St 2260)
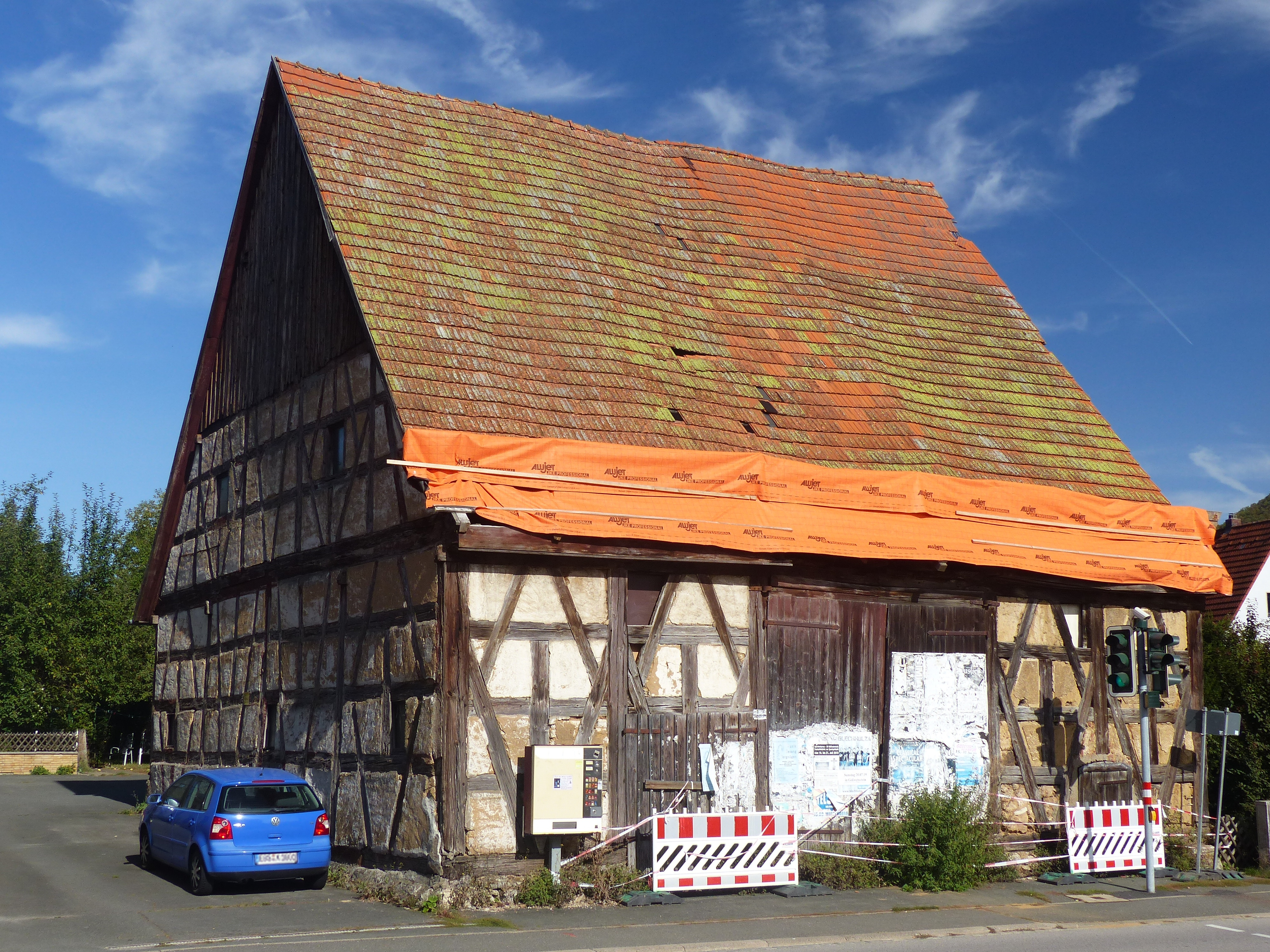
Der große Fachwerkstadel (Breitenbacher Straße)
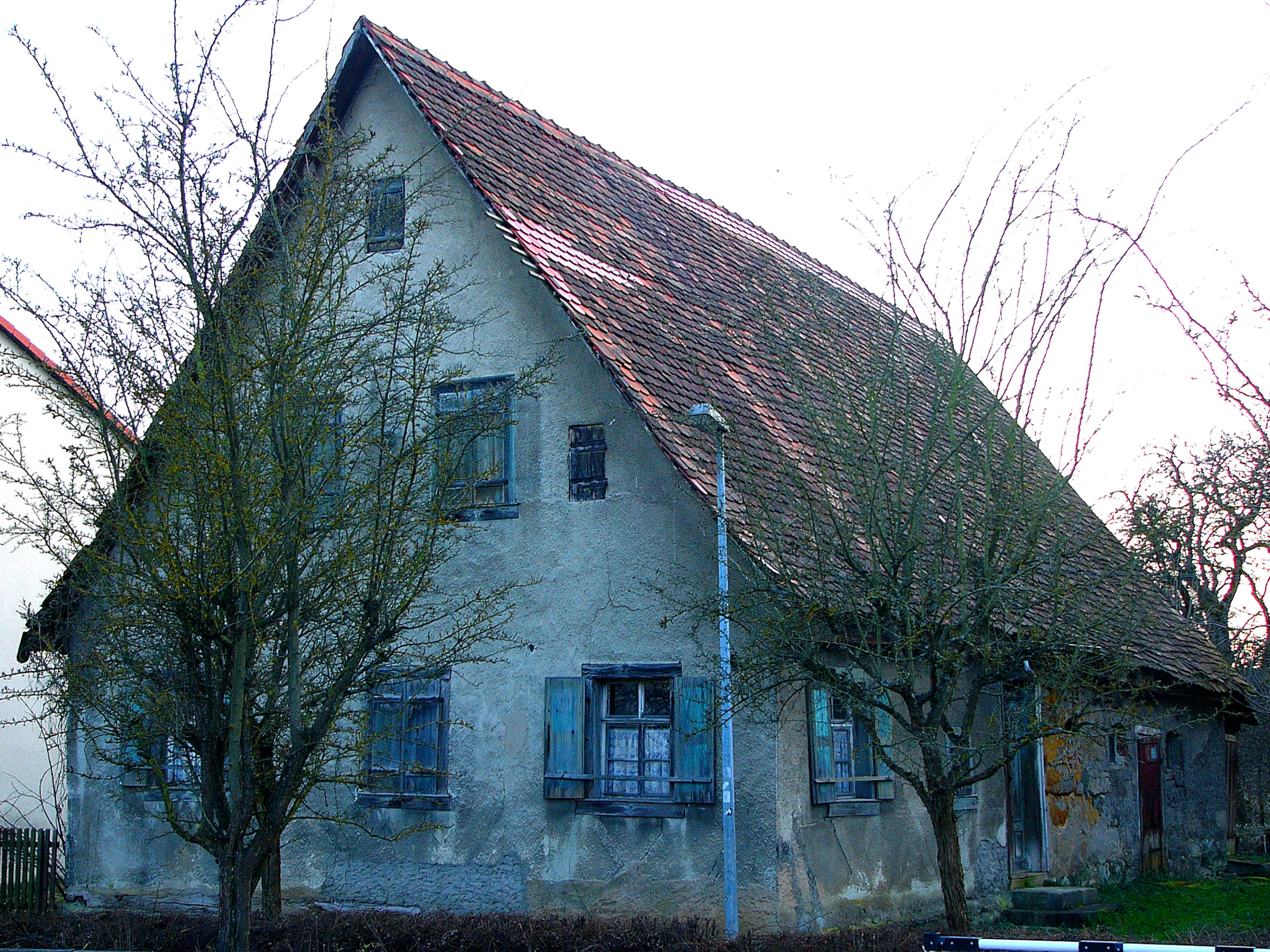
Das Wohnstallhaus … (Breitenbacher Straße 27)
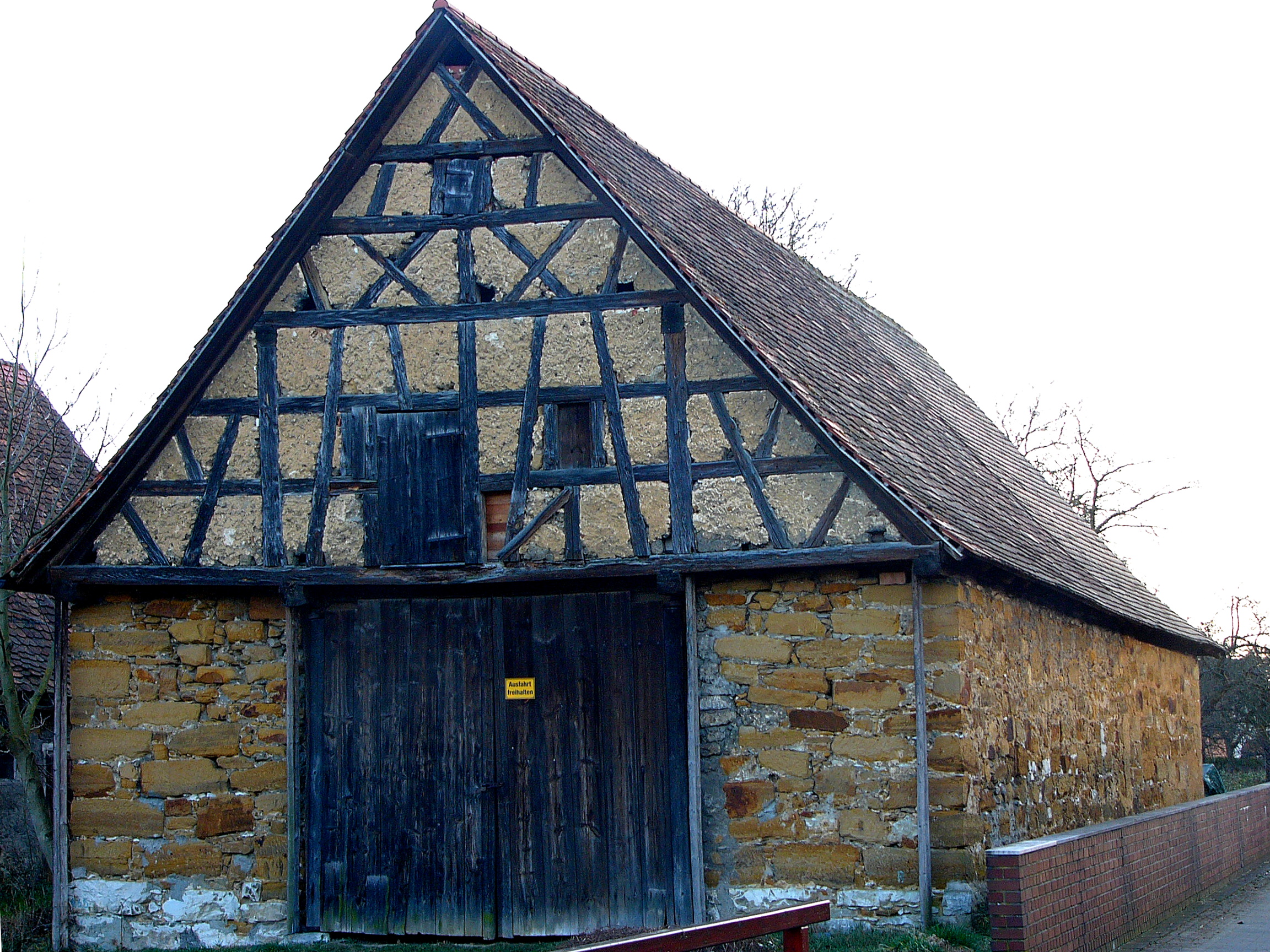
… und dessen Stadel (Breitenbacher Straße 27)

Dieser läuft nun durch dichtes Gewässerbegleitgehölz, unterfließt dann die Altweiherstraße, zieht danach an der auf seiner rechten Seite liegenden Staatlichen Realschule Ebermannstadt vorbei und unterquert die Georg-Wagner-Straße. Anschließend läuft der Bach östlich des Ebermannstadter Schulzentrums entlang der dort Breitenbachstraße, genannten  St 2260 und wird von mehr als einem Dutzend Brücken und Stegen überbrückt. Dabei passiert er einen auf seiner linken Seite liegenden und unter Denkmalschutz stehenden großen Fachwerkstadel aus dem 18. Jahrhundert und kurz darauf ein auf der anderen Seite stehendes und ebenfalls geschütztes Wohnstallhaus  aus der ersten Hälfte des 18. Jahrhunderts und dessen Stadel aus dem 19. Jahrhundert. Nördlich der B 470, die dort auch den Namen Breitenbachstraße trägt, biegt der Bach in einem fast rechtwinkligen Bogen nach Westsüdwesten ab und verschwindet verrohrt in den Untergrund.

Baudenkmäler entlang des Breitenbachs im Bereich der Breitenbacher Straße (B 470)
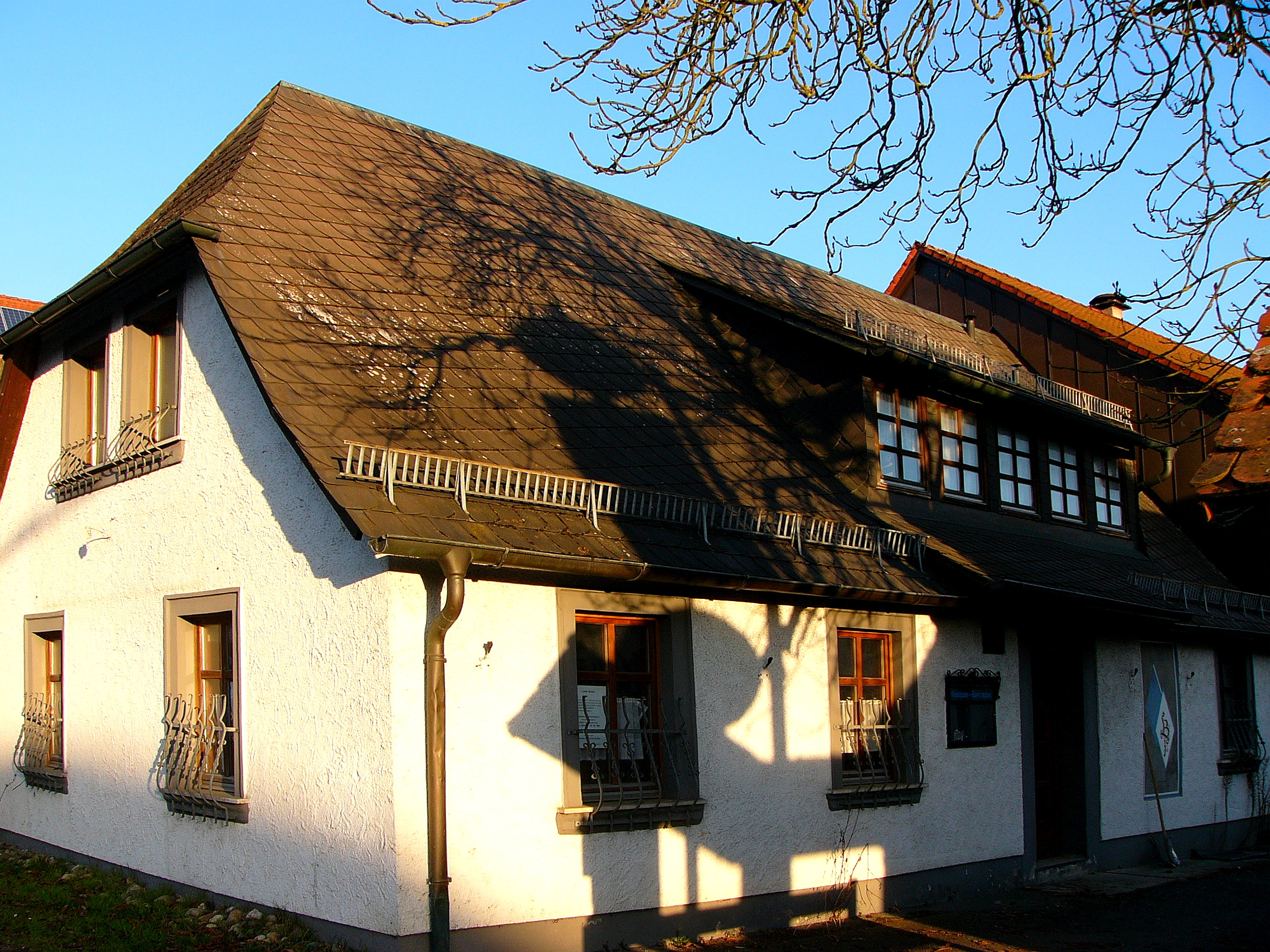
Das Tropfhaus (Breitenbacher Straße 12)
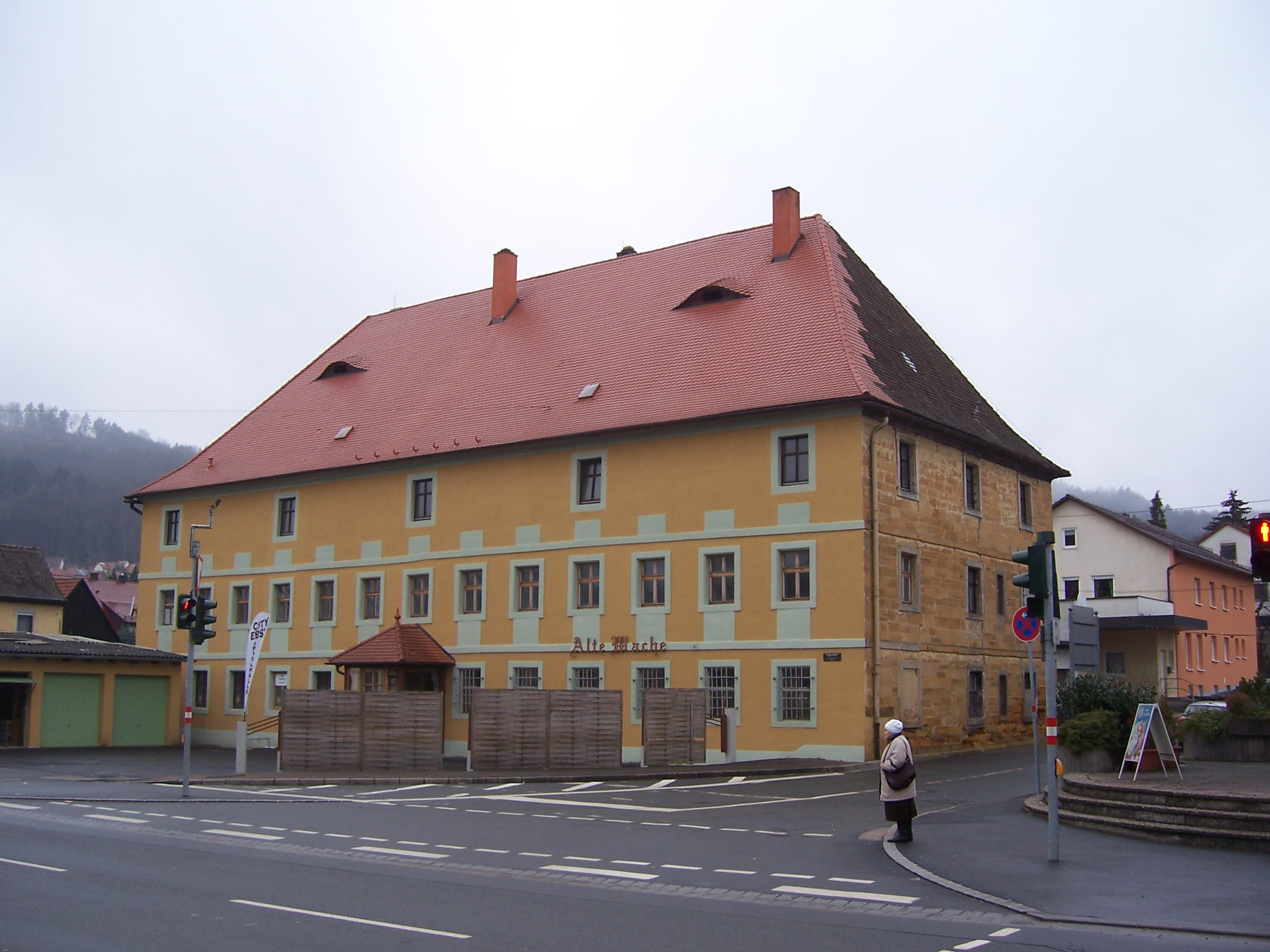
Die Alte Wache (Breitenbacher Straße 1)
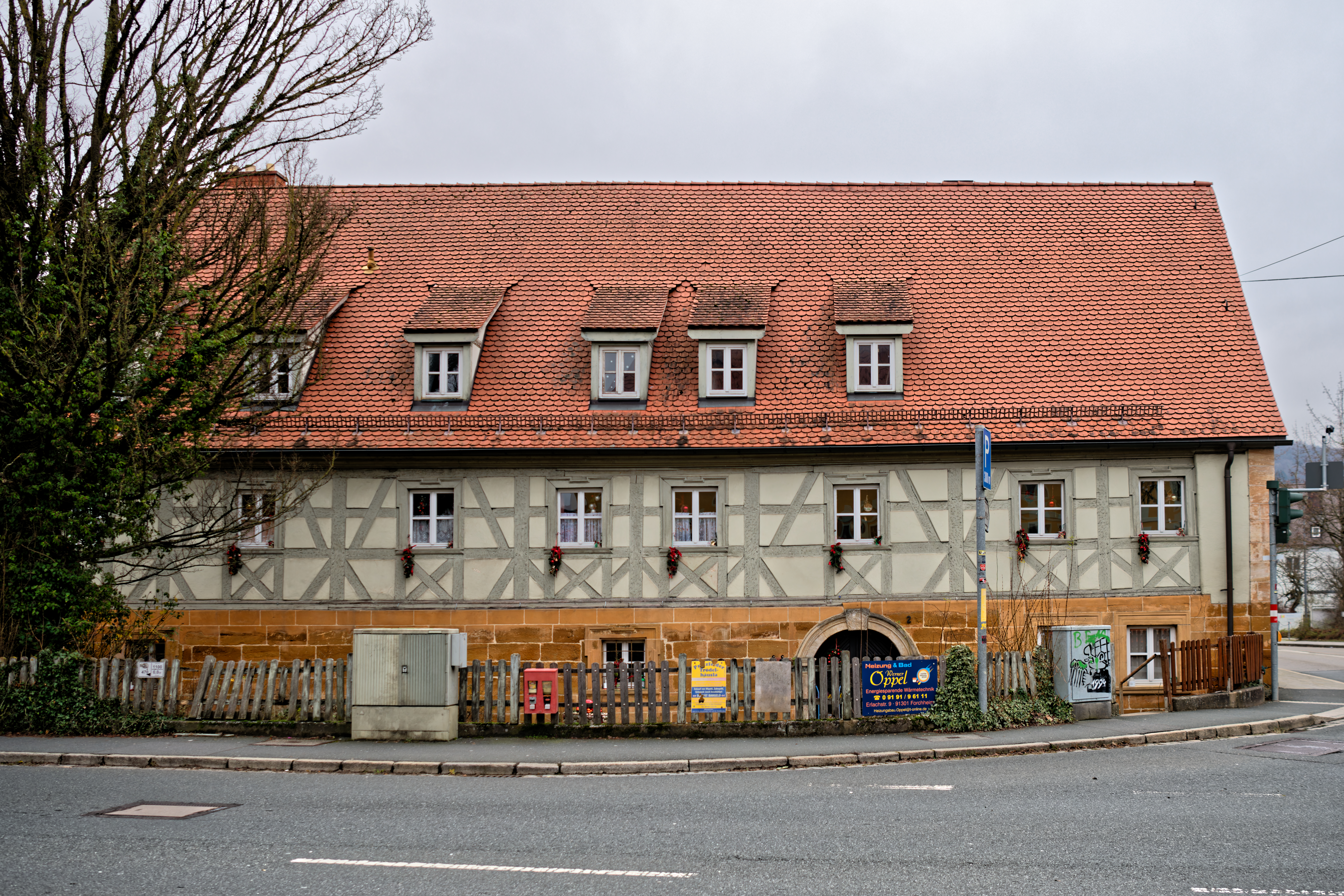
Die Schmittmühle (Breitenbacher Straße 2)

Dort steht südöstlich der Kurve ein denkmalgeschütztes, giebelständiges und verputztes Tropfhaus mit Krüppelwalmdach aus dem frühen 19. Jahrhundert. Der Breitenbach zieht nun unterirdisch verdohlt nördlich an der Breitenbachstraße entlang, unterfließt dabei die Schulstraße und die Straße Kirchplatz, die ein Teil der St 2260 ist. Dort steht westlich der Schulstraße, die Alte Wache, ein dreigeschossiger Sandsteinquaderbau mit Walmdach, der einst ein fürstbischöfliches Kastenamt war und später dann als Rentamt und Polizeistadion diente. Auf der anderen Bachseite befindet sich östlich der Straße Kirchplatz die an der Wiesent liegende ehem. Schmittmühle, ein langgestreckter zweigeschossiger Satteldachbau aus der ersten Hälfte des 18. Jahrhunderts mit Wasserrad und Mühlenwehr. Ab dort wird die B 470 örtlich Forchheimer Straße genannt. Gut 100 Meter bachabwärts taucht der Breitenbach östlich der Wohnstraße Zum Hasenberg wieder an der Oberfläche auf. Knapp 100 Meter westlich liegt dort die Klinik Fränkische Schweiz, die auf den Überresten einer Siedlung aus der späten Latènezeit und der römischen Kaiserzeit erbaut wurde.
In der Ortsmitte der Stadt Ebermannstadt und innerhalb der Gemarkung Breitenbach mündet der Breitenbach schließlich in der Nähe des Hauses Forchheimer Straße 21 auf einer Höhe von ungefähr 289 m ü. NHN von rechts in den aus dem Nordosten heranziehenden nördlichen Flussarm der Wiesent.
Der 5,8 km lange Gesamtlauf des Breitenbachs endet ungefähr 170 Höhenmeter unterhalb der Quelle seines Oberlaufs Talbach, er hat somit ein mittleres Sohlgefälle von circa 29 ‰.

### Einzugsgebiet
Das etwa 10 km² große Einzugsgebiet des Breitenbachs liegt in der zum Naturraum Fränkische Alb gehörenden Teileinheit Wiesentalb und wird durch ihn über die Wiesent, die Regnitz, den Main und den Rhein zur Nordsee entwässert.
Es grenzt
- im Nordosten und Osten an das Einzugsgebiet  der Leinleiter, die in die Wiesent mündet;
- im Westen an das des Neuseser Bachs, der ebenfalls in die Wiesent mündet und
- im Nordwesten an das des Eggerbachs, der in die Regnitz (Main-Donau-Kanal) mündet.

Das Einzugsgebiet ist zum großen Teil bewaldet, nur im Westen im Bereich um den Lindersberg überwiegen landwirtschaftliche Nutzflächen. Der höchste Punkt ist der Borschl mit einer Höhe von 531 m ü. NHN im Norden des Einzugsgebiets.

### Flusssystem Wiesent
- Fließgewässer im Flusssystem Wiesent.

## Freizeit und Erholung
Durch das Einzugsgebiet des Breitenbachs führen zahlreiche Rad- und Wanderwege.